# Aristolochia timorensis
Aristolochia timorensis là một loài thực vật có hoa trong họ Aristolochiaceae. Loài này được Decne. mô tả khoa học đầu tiên năm 1834.